# NGC 1329
NGC 1329 je galaksija u zviježđu Eridan.

## Vanjske poveznice
- SEDS: NGC 1329